# Yaba Badoe

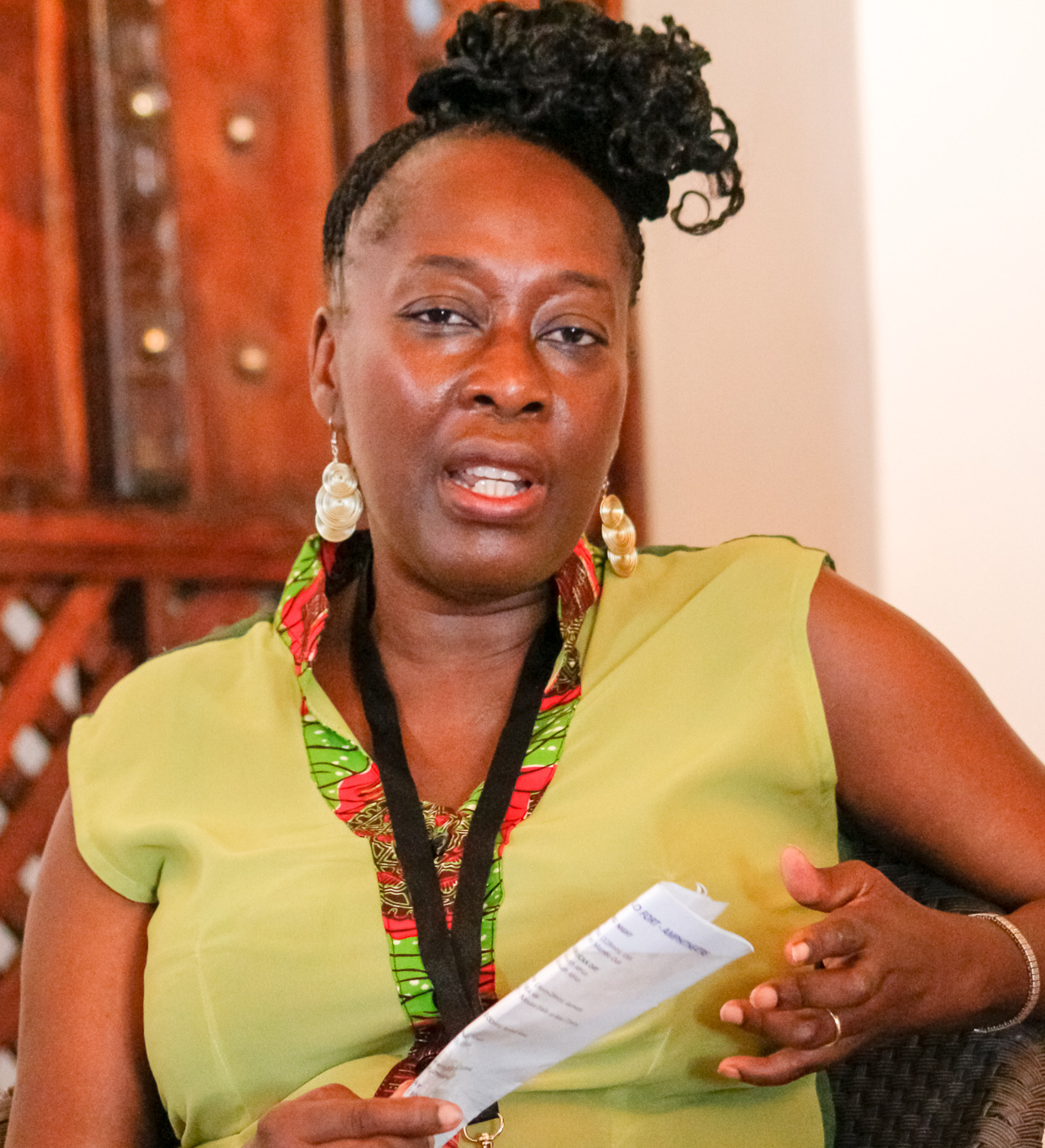
Yaba Badoe tại Liên hoan phim quốc tế Zanzibar 2015.

Yaba Badoe (sinh 1955) là một nhà làm phim tài liệu, phóng viên và tác giả người Ghana - Anh.

## Sự nghiệp
Yaba Badoe sinh ra ở Tamale, miền bắc Ghana. Cô rời Ghana để được giáo dục ở Anh khi còn rất trẻ. Tốt nghiệp trường Cao đẳng King, Cambridge, Badoe làm công chức tại Bộ Ngoại giao ở Ghana, trước khi bắt đầu sự nghiệp báo chí với tư cách là thực tập sinh tại BBC. Cô cũng là một nhà nghiên cứu tại Viện Nghiên cứu Châu Phi tại Đại học Ghana. Cô đã giảng dạy ở Tây Ban Nha và Jamaica và đã làm việc như một nhà sản xuất và đạo diễn làm phim tài liệu cho các kênh truyền hình chính ở Anh. Trong số các khoản tín dụng của cô là: Đen và Trắng (1987), một cuộc điều tra về chủng tộc và phân biệt chủng tộc ở Bristol, sử dụng máy quay video ẩn cho BBC1; I Want Your Sex (1991), một bộ phim tài liệu nghệ thuật khám phá những hình ảnh và huyền thoại xung quanh tình dục màu đen trong nghệ thuật, văn học, phim ảnh và nhiếp ảnh phương Tây, cho Kênh 4; và loạt sáu phần Dịch vụ tự nguyện ở nước ngoài cho ITV vào năm 2002.
Ngoài việc làm phim, Badoe còn là một nhà văn sáng tạo, cuốn tiểu thuyết đầu tiên của cô, True Murder, được Jonathan Cape xuất bản tại Luân Đôn vào năm 2009. Truyện ngắn "The Rivals" của cô được đưa vào tuyển tập Truyện tình yêu châu Phi (Ayebia, 2006), được chỉnh sửa bởi Ama Ata Aidoo.
Badoe đạo diễn và đồng sản xuất (với Amina Mama) bộ phim tài liệu The Witches of Gambaga, đã giành giải Phim tài liệu hay nhất tại Liên hoan phim quốc tế đen năm 2010, và được trao giải nhì trong phần phim tài liệu của FESPACO 2011. bộ phim gần đây, ra mắt năm 2014, mang tên The Art of Ama Ata Aidoo.
Vào năm 2016, cô đã tham gia "Kể chuyện của chúng tôi về ngôi nhà: Khám phá và tôn vinh sự thay đổi của cộng đồng châu Phi và châu Phi-diaspora" ở Đồi Chapel, NC.

## Đóng phim
- Thời gian của hy vọng (1983)
- Vinh quang vinh quang (1986)
- Đen và Trắng (1987)
- Tôi muốn tình dục của bạn (1991)
- Supercrips và Rejects (1996)
- Cuộc đua trong khung hình (1996)
- Cam kết chăm sóc - Trạng thái có khả năng (1997)
- Tôi có phải là người giữ em trai tôi không? (2002)
- Dịch vụ tự nguyện ở nước ngoài (2002)
- Một đối một (2003)
- Thế giới bí mật của Voodoo: Châu Phi - Đến nhà (2006)
- Phụ nữ đáng kính (2010)
- Phù thủy Gambaga (2010)
- Nghệ thuật Ama Ata Aidoo (2014)